# Hegedűs Gyula (labdarúgó, 1980)
Hegedűs Gyula (Budapest, 1980. február 25. –) magyar labdarúgó, hátvéd. Unokatestvére, Hegedűs Lajos a Puskás Akadémia FC kapusa.
2001 és 2010 között összesen 135 élvonalbeli mérkőzésen szerepelt és egy gólt szerzett.

## Sikerei, díjai
Debreceni VSC
- Magyar bajnokság
  - bajnok (3): 2004–05, 2005–06, 2006–07
- Magyar kupa
  - döntős: 2007

 Vasas
- Magyar kupa
  - döntős: 2006